# Trabajo ocasional de una esclava
Trabajo ocasional de una esclava (en alemán original Gelegenheitsarbeit einer Sklavin) es una película social y dramática en blanco y negro, realizada en 1973 en Alemania Occidental y estrenada en Múnich el mismo año; dirigida por Alexander Kluge e interpretada por Alexandra Kluge, Bion Steinborn y Traugott Buhre en los personajes principales, contribuyó decisivamente al movimiento del Nuevo Cine Alemán iniciado en los años 60, tanto por su temática como por su estética.

## Trama
En la Alemania Federal de principios de los años 1970, Roswitha está casada con Franz, un químico que se dedica exclusivamente a sus estudios, con el que tiene tres hijos. La falta de recursos económicos y el desdén de su marido, considerándola con talento inferior al suyo, la obligan a ejercer como abortista ilegal. La policía clausura la clínica clandestina donde ejerce y su marido es arrestado; cuando es liberado, la confluencia de todos estos hechos ejercen sobre Roswitha un cambio sustancial. Solitaria y valiente abandona su pasividad redefiniéndose como esposa, madre y mujer trabajadora, forjando sus ideales, interesándose cada vez más por el mundo de la política y convirtiéndose en una activista. Ayudada únicamente por su fuerza personal, intentará contribuir a una revolución social contra la amenaza de la globalización incipiente contemporánea a su época. Sin embargo, Roswitha va a ir olvidándose, paradójicamente, de cambiar a su propia familia.